# Grzegorz Napieralski
Grzegorz Bernard Napieralski (né le 18 mars 1974 à Szczecin) est un homme politique polonais.
Élu président de la SLD en 2008, et de son groupe parlementaire en 2009, il se présente à l'élection présidentielle de 2010, obtenant 13,7 % des voix. La défaite de la SLD aux élections législatives de 2011 le conduit à renoncer à toutes ses fonctions au profit de Leszek Miller.
En 2015, il quitte la SLD et se fait élire sénateur avec le soutien de la Plate-forme civique (PO).

## Biographie

### Formation et carrière
Il fréquente l'École technique de génie mécanique de Szczecin, puis il étudie les sciences politiques à la faculté des sciences humaines de l'université de Szczecin. Il obtient en 2000 un master professionnel en sciences politiques dans deux spécialités : intégration européenne d'une part, et administration et marketing politique d'autre part. Durant ses études, il travaille quelque temps sur le chantier naval de Szczecin et dans une imprimerie, puis il dirige le département du marketing d'une société de fabrication et de commercialisation de produits du tabac. Il délaisse très rapidement ce poste pour se consacrer pleinement à sa carrière politique.

### Parcours politique
En 1995, il rejoint l'organisation des jeunes sociaux-démocrates de Szczecin, et dès 1999 il préside la section régionale de l'Alliance de la gauche démocratique (SLD), dont il devient l'un des secrétaires nationaux. Il occupe, de 1999 à 2001, un poste d'assistant parlementaire puis devient conseiller auprès du voïvode de Poméranie occidentale et siège au conseil municipal de Szczecin à partir de 2002.
En 2004, il entre à la Diète polonaise à la place de Bogusław Liberadzki, élu député européen, et parvient au poste de vice-président de la SLD. Il remporte un deuxième mandat aux élections législatives de 2005 et devient alors secrétaire général du parti.

### Président du SLD et candidature à la présidentielle
Candidat sur la liste Gauche et démocrates (LiD) lors des élections législatives en 2007, il est à nouveau réélu. Le 31 mai 2008, il est élu président de la SLD par 231 voix sur 450 lors du congrès du parti, succédant à Wojciech Olejniczak. Le 17 juin 2009, il remplace Olejniczak, élu au Parlement européen, à la présidence du groupe parlementaire de la gauche à la Diète.
À la suite du décès de l'ancien ministre Jerzy Szmajdziński dans l'accident de l'avion présidentiel polonais à Smolensk le 10 avril 2010, il est désigné le 22 avril candidat des sociaux-démocrates à l'élection présidentielle anticipée du 20 juin. Il arrive en troisième position lors du premier tour en recueillant 13,7 % des voix, soit plus que ce que les sondages prédisaient.

### Élections législatives de 2011
À l'occasion des élections générales du 9 octobre 2011, la SLD subit une importante défaite, ne remportant que 8,2 % des voix et 27 députés, se classant en cinquième position, derrière le Parti paysan polonais (PSL). Dans sa circonscription de Szczecin, sa liste ne remporte que 11 % des voix et un élu, soit six points et un député de moins qu'en 2007. À l'ouverture de la législature, le 7 novembre, il est remplacé par Leszek Miller à la présidence du groupe parlementaire, qui lui succède, le 10 décembre, à la direction du parti.

### Élections de 2015
Ayant abandonné la SLD le 27 juin 2015, cinq jours après en avoir été suspendu, il se présente aux élections générales du 25 octobre 2015 dans la 98e circonscription sénatoriale, sous les couleurs de la Plate-forme civique (PO), sans pour autant adhérer au parti. Il remporte 56 112 voix, soit 701 suffrages d'avance sur le candidat de Droit et justice (PiS). Il est ainsi élu au Sénat, où la PO bascule dans l'opposition.

### Élections de 2019
Avant les élections générales de 2019, il se rapproche du petit parti de centre-gauche Initiative polonaise composé d'anciens membres de l'Alliance de la gauche démocratique et d'autres formations de gauche ou centre-gauche à l'initiative de Barbara Nowacka, qui participe au scrutin dans le cadre de la Coalition civique autour de la Plate-forme civique. Il est un des 4 députés élus à la Diète dans le cadre de cet accord et quitte donc le Sénat.

### Vie privée
Il est le fils de Bernard Napieralski, instructeur à temps plein au sein du comité de Szczecin du Parti ouvrier unifié polonais (PZPR). Marié avec Małgorzata Juras, il a deux enfants : Alicja et Ola.